# Fabio Chinello
Fabio Chinello (né le 2 février 1989 à Padoue) est un coureur cycliste italien.

## Biographie
Il met un terme à sa carrière cycliste à l'issue de la saison 2016. 

## Palmarès et résultats

### Palmarès par année
- 2008
  - 3e du championnat d'Italie de vitesse par équipes
- 2011
  - 2e de la Coppa San Bernardino
  - 2e du Trofeo Lindo e Sano
  - 3e de la Coppa Caduti Nervianesi
  - 3e du Circuito della Mura
- 2012
  - Coppa Fratelli Paravano
  - 2e du Circuito della Mura
- 2013
  - Mémorial Polese
  - Grand Prix De Nardi
  - Astico-Brenta
  - 2e de l'Alta Padovana Tour
  - 2e du Gran Premio Fiera del Riso
  - 3e du Gran Premio Vini Doc Valdadige
- 2014
  - 2e du Grand Prix Izola
  - 3e du Mémorial Marco Pantani

### Classements mondiaux
| Année            | 2014 | 2015 |
| ---------------- | ---- | ---- |
| UCI Africa Tour  |      | 185e |
| UCI America Tour | 310e |      |
| UCI Europe Tour  | 109e |      |